# Беллини, Итало
Итало Беллини (итал. Italo Bellini; 20 июля 1915, Кастельраймондо, Марке — 1 января 1993, Рим) — итальянский спортивный стрелок. Участник летних Олимпийских игр 1952 года, чемпион мира 1950 года, серебряный призёр чемпионата мира 1950 года, бронзовый призёр чемпионата мира 1952 года.

## Биография
Итало Беллини родился 20 июля 1915 года в итальянской коммуне Кастельраймондо.
Выступал в стендовой стрельбе.
В 1950 году на чемпионате мира в Мадриде завоевал серебро в трапе и золото в командном трапе. В том же году стал бронзовым призёром неофициального чемпионата Европы в Виши в трапе.
В 1952 году вошёл в состав сборной Италии на летних Олимпийских играх в Хельсинки. В трапе занял 8-е место, поразив 186 мишеней и проиграв 6 очков завоевавшему золото Жоржу Женерё из Канады.
В том же году на чемпионате мира в Осло завоевал бронзу в командном трапе.
Умер 1 января 1993 года в итальянском городе Рим. Похоронен в Кастельраймондо.

## Память
30 мая 2021 года в Кастельраймондо муниципальному спортивному центру присвоили имя Итало Беллини.